# Hampus Wanne
Hampus Wanne (ur. 10 grudnia 1993 w Lundby) – szwedzki piłkarz ręczny, lewoskrzydłowy, od 2022 zawodnik FC Barcelona.
Reprezentant Szwecji, srebrny medalista mistrzostw Europy w Chorwacji (2018), wicemistrz świata z 2021 (najlepszy lewoskrzydłowy tego turnieju).

## Kariera sportowa
Wychowanek Önnereds HK, od 2005 grał w Redbergslids IK. W latach 2011–2013 był zawodnikiem HK Aranäs, w pierwszej połowie 2013 ponownie reprezentował barwy Önnereds HK. W lipcu 2013 przeszedł do SG Flensburg-Handewitt. W sezonie 2013/2014, w którym rzucił 21 bramek w 13 meczach, wygrał ze swoją drużyną Ligę Mistrzów. W sezonie 2014/2015 zdobył Puchar Niemiec – w rozegranym 10 maja 2015 spotkaniu finałowym z Magdeburgiem rzucił jednego gola. W sezonie 2017/2018, w którym rozegrał w Bundeslidze 34 mecze i zdobył 147 bramek, wywalczył mistrzostwo Niemiec. W sezonie 2017/2018 był także najlepszym strzelcem swojego zespołu w Lidze Mistrzów – w 18 spotkaniach rzucił 70 goli.
W 2011 zdobył brązowy medal  mistrzostw świata U-19 w Argentynie, w których zagrał w siedmiu meczach i rzucił 10 bramek. W 2012 uczestniczył w mistrzostwach Europy U-20 w Turcji, w których wystąpił w siedmiu spotkaniach i zdobył 21 goli.
W reprezentacji Szwecji zadebiutował 18 marca 2017 w meczu towarzyskim z Niemcami (27:25), w którym rzucił dwie bramki. W 2018 wywalczył srebrny medal mistrzostw Europy w Chorwacji, podczas których wystąpił w ośmiu meczach i zdobył 14 goli.

## Sukcesy
SG Flensburg-Handewitt
- Liga Mistrzów: 2013/2014
- Mistrzostwo Niemiec: 2017/2018
- Puchar Niemiec: 2014/2015
- Superpuchar Niemiec: 2013[1]

Reprezentacja Szwecji
- 1. miejsce w mistrzostwach Europy: 2022
- 2. miejsce w mistrzostwach Europy: 2018
- 2. miejsce w mistrzostwach świata: 2021 (w tym nagroda indywidualna dla najlepszego lewoskrzydłowego)
- 3. miejsce w mistrzostwach świata U-19: 2011